# Малишан (филм)
Малишан (енгл. The Kid) је амерички неми хумористичко-драмски филм из 1921. године, режисера, продуцента, сценаристе и главног глумца Чарлија Чаплина, док Џеки Куган тумачи његовог усвојеног сина и помоћника. Ово је био први Чаплинов дугометражни филм у улози редитеља. Постигао је огроман успех и био је други филм са највећом зарадом 1921. године, иза Четири јахача апокалипсе. Године 2011, Конгресна библиотека је изабрала овај филм за чување у Националном регистру филмова Сједињених Држава због „културолошког, историјског или естетског значаја”.

## Радња
Са много муке, неудата мајка напушта своју бебу, остављајући је у скупом аутомобилом са поруком: „Молим вас, волите и пазите на ово сирото дете”. Два лопова украду тај аутомобил и остављају бебу у уличици, где је проналази скитница. После неколико покушаја да дете преда разним пролазницима, проналази поруку и бива веома дирнут. Одводи дечака кући, даје му име Џон и прилагођава му кућни намештај. У међувремену, мајка се предомишља и враћа се по своју бебу; када сазна да је ауто украден, онесвести се.
Пролази пет година. Малишан и скитница живе у истој малој соби; имају мало новца, али много љубави. Зарађују за живот путем мале шеме: малишан баца камење да разбије прозоре како би скитница, који ради као стаклар, могао да их поправи и наплати. У међувремену, мајка је постала богата глумица и бави се добротворним радом дајући поклоне сиромашној деци. Игром случаја, док то ради, мајка и малишан се, несвесни свог односа, сусрећу.
Малишан се касније потуче са другим локалним дечаком док се људи у околини окупљају да гледају „спектакл”. Малишан побеђује, изазивајући гнев старијег брата другог дечака, који због тога напада скитницу. Мајка прекида тучу, која се наставља након што она оде, а ситница удара „Великог брата” циглом по глави између његових замаха, све док се он не поколеба.
Убрзо након тога, мајка саветује скитницу да позове лекара након што се малишан разболи. Доктор открива да скитница није малишанов отац и обавештава надлежне. Два човека долазе да одведу малишана у сиротиште, али после туче и потере, скитница и дечак остају један уз другог. Када се мајка врати да види како је малишан, наилази на доктора, који јој показује поруку (коју је узео од скитнице); препознаје је као ону коју је оставила са својом бебом пре много година.
Сада бегунци, скитница и малишан проводе ноћ у преноћишту. Власник преноћишта сазнаје за награду од 1.000 долара коју нуде власти и одводи малишана у полицијску станицу, док скитница спава. Док се уплакана мајка поново сусреће са својим давно изгубљеним дететом, скитница грозничаво тражи несталог дечака. Без успеха, враћа се на праг њиховог скромног преноћишта, где заспи, улазећи у „земљу снова” у којој су се његови суседи претворили у анђеле и ђаволе. Пробуди га полицајац и одвози у вилу. Тамо врата отварају мајка и малишан, који скаче скитници у загрљај и он бива позван унутра.

## Улоге
- Чарли Чаплин као скитница
- Џеки Куган као малишан („Џон”)
- Една Первијанс као мајка
- Карл Милер као отац

Непотписани
- Том Вилсон као полицајац
- Хенри Бергман као власник преноћишта / професор Гвидо / дебели човек из комшилука / апостол Петар
- Чарлс Рајснер као насилник из комшилука
- Рејмонд Ли као насилников млађи брат
- Лита Греј као флертујући анђео у „земљи снова”
- Џулс Ханфт као доктор
- Френк Кампо као службеник из сиротишта
- Ф. Блин као асистент службеника из сиротишта
- Џек Х. Куган Млађи као џепарош / гост / ђаво
- Гренвил Редмонд као очев пријатељ
- Меј Вајт као мајчина собарица / власница стана са сломљеним прозором
- Алберт Остин као човек у преноћишту / крадљивац аутомобила
- Естер Ралстон као анђео у „земљи снова”

## Продукција
Чаплин је написао, продуцирао, режирао, монтирао и глумио у филму Малишан, а касније је и компоновао музику. Као иновативан у својој комбинацији комичних и драмских елемената, филм се сматра једним од најбољих филмова немог доба. Чаплинов биограф Џефри Венс тврди: „Филм је савршен спој комедије и драме и вероватно је Чаплиново најличније и аутобиографско дело.”
Филм је од Кугана, тада водвиљ глумца, направио прву велику дечију звезду у филмовима. Нагађало се да је дубина односа приказаног у филму можда повезана са смрћу Чаплиновог прворођеног сина само десет дана пре почетка продукције.
Након што је продукција завршена 1920. године, филм је ухваћен у разводне поступке Чаплина и његове прве жене Милдред Харис, која је покушала да заплени Чаплинову имовину. Чаплин и његови сарадници прокријумчарили су сирови негатив у Солт Лејк Сити (наводно спакован у лименке кафе) и монтирали филм у соби у хотелу Јута. Пре објављивања филма, Чаплин је преговарао и добио побољшани финансијски уговор за филм са својим дистрибутером, компанијом First National Corporation, на основу успеха финалног филма.
Чаплин је на крају уклонио сцене за које је веровао да су превише сентименталне за модерну публику и компоновао и снимио нову музику за реиздање филма у биоскопу. Ова ремонтована верзија филма имала је своју светску премијеру као гала гала почаст Чаплину од стране Филмског друштва Линколн центра, а одржана је 4. априла 1972. у Филхармонији у Њујорку, уз присуство Чаплина.

## Пријем
Филм је премијерно приказан 21. јануара 1921. у Карнеги холу у Њујорку као бенефиција за Дечији фонд Националног одбора за рецензију филмова.

Критичари су похвалили филм по изласку. Exhibitor's Herald од 5. фебруара 1921. садржало је комплетан оглас за филм који се приказивао у биоскопу Рендолф. Оглас који је поставио First National Pictures садржао је високе похвале новина са седиштем у Чикагу, укључујући и ову рецензију коју је објавио The Chicago Herald and Examiner: 
„Малишан једном заувек решава питање ко је највећи биоскопски уметник на свету. Чаплин игра неке од најбољих, најделикатније осенчених улога које сте икада видели, и за сваки слепстик овде постоји класична, изузетна сцена. Његове акције су разуларене, грчевите, неодољиве. Најнежнија бака ће разбити стомак. Он је најбољи Хамлет данас. Џеки Куган је најбољи млади глумац којег сте икада видели. Жене су плакале желећи да га виде. Малишан користи обе руке. Десна рукавица му је препуна бисера суза, а лева потковица смеха. Филм је савршен. Шест колутова који изгледају као један; шест колутова који су смешнији од дела било ког другог људског бића; шест колутова који су тужнији и једноставнији од било чега другог у филмовима; шест колутова који ће искупити све што су филмови икада урадили.”
Рецензент за Theatre Magazine написао је: „[Чаплинов] нови филм, Малишан, свакако надмашује хумором и посебним брендом Чаплинове патетике све што је ова популарна филмска звезда до сада произвела. У овом филму има скоро исто толико суза колико и смеха, што доказује тврдњу да је Чаплин подједнако добар трагичар као и комичар. Малишан се може рачунати као ремек дело на платну.”
Рецензент за The New York Times имао је помешана осећања, пишући: „Чарли Чаплин је поново он сам – у свом најбољем издању, на неки начин бољи од својих претходних најбољих, а такође, што ми је жао, у најгорем, само не са толико његовог најгорег колико је покварило неке од његових ранијих филмова.” Рецензент хвали радњу, комедију, ликове и „равнотежу туге” при чему је Чаплин „више комичар него кловн”, али пише да је „флека на Малишану исто оно што је покварило многе друге Чаплинове филмове − вулгарност или грубост. У овом делу га има само мало, само две сцене које ће некима бити посебно увредљиве. Оне су смешне. То се не може порећи. Неко им се смеје, али многи покушавају да то не чине, и провоцирани су на себе и Чаплина због смејања. Ово није добро. Смех који вређа добар укус не побеђује. И ове сцене никада не би биле избачене из филма Малишан. Има доста непатворене забаве са којом се може ићи далеко и дуго без њих. Зашто Чаплин не може да изостави такве ствари? Зашто их излагачи не избришу?”

## Наслеђе
Чаплинов биограф Џефри Венс пише о наслеђу Чаплиновог Малишана: „Малишан остаје важан допринос филмској уметности, не само због Чаплинове иновативне употребе драмских секвенци у дугометражној комедији, већ и због открића које пружа о свом творцу. Несумњиво, када је Чаплин написао предговор за Малишана, 'Филм са осмехом – и можда, којом сузом', он је имао на уму сопствени уметнички кредо – и живот. Мери Пикфорд је изјавила у вези са филмом: „Малишан је један од најбољих примера језика на платну, у зависности од његових акција, а не од титлова”.
У децембру 2011, Конгресна библиотека је изабрала филм за чување у Националном регистру филмова. Регистар је навео да је филм „уметнички спој дирљиве драме, друштвених коментара и инвентивне комедије” и похвалио Чаплинову способност да „одржи своју уметност изван дужине својих уобичајених кратких тема и да може вешто да изазове разне емоције код своје публике вештим мешањем слепстика и патоса”.
Од јануара 2021, Малишан има рејтинг од 100% на сајту Rotten Tomatoes, на основу 50 рецензија, са пондерисаним просеком од 8,6/10. Критички консензус веб-сајта гласи: „Раздражљиви скитница Чарлса Чаплина добија способну подршку у виду Џекија Кугана као малишана у овом слепстик ремек-делу, балансирајући врискање са тренуцима разоружајуће дирљивости”.